# Społeczność Chrześcijańska w Sandomierzu
Społeczność Chrześcijańska w Sandomierzu – zbór Kościoła Chrystusowego w RP działający w Sandomierzu. Związany jest ze Wspólnotą Chrześcijańską „Golgota” (Calvary Chapel).
Pastorem zboru jest Janusz Adam Byra.

## Historia
W 1988 Janusz Adam Byra wraz z partnerką Aleksandrą Kordecką wyemigrowali do Grecji, gdzie zetknęli się z działalnością misyjną prowadzoną przez Michaela Schwitzkyego, wywodzącego się z nurtu baptystycznego i nawrócili się w 1989. Po powrocie do Polski w 1990 osiedlili się w Sandomierzu, prowadząc działalność ewangelizacyjną wśród znajomych, dzięki czemu została zawiązana ewangeliczna wspólnota. Zajmowano się rozważaniem Biblii, prowadzone były modlitwy oraz przyjmowano Wieczerzę Pańską.
Jesienią 1994 dwoje jej członków zaczęło studia w Chrześcijańskim Instytucie Biblijnym, dzięki czemu rozpoczęto kontakty z Kościołem Zborów Chrystusowych. Nawiązane zostały też stosunki ze zborem Kościoła Zielonoświątkowego w Tarnobrzegu, z którym prowadzono wspólnie akcje ewangelizacyjne. Zainicjowano również działania w celu rejestracji. Wiosną 1995 wystosowana została prośba o przyjęcie społeczności do Kościoła Zborów Chrystusowych, na skutek czego wspólnota od czerwca 1995 została stacją misyjną podległą zborowi „Chrześcijańska Społeczność” w Warszawie, której pierwszym kierownikiem został Leszek Szuba.
Wiosną 1996 stanowisko kierownika stacji misyjnej objął Janusz Adam Byra, ordynowany na pastora 30 września 2001.
Początkowo wspólnota spotykała się w jednym z miejscowych barów. W czerwcu 1997 wynajęła lokal przy ul. Opatowskiej 9, dokąd przeniesione zostały posługi. W 1998 zakupiła budynek dawnej kotłowni przy ul. Maciejowskiego w celu urządzenia tam kaplicy. Następnie spotkania zostały przeniesione z Opatowskiej i odbywały się w klubie sportowym przy ul. Słowackiego, a później w Zajeździe Królowej Jadwigi i w Hotelu Grodzkim.
W 2002 stacja misyjna skupiała ponad 40 wiernych. Wierni spotykali się nadal w wynajmowanej sali. W tym samym roku ruszył remont i rozbudowa zakupionego wcześniej obiektu.  W lipcu 2002 sandomierska wspólnota stała się samodzielnym zborem Chrześcijańska Społeczność w Sandomierzu.
Własna kaplica została otwarta 23 maja 2004. 